# Thecla hosmeri
Thecla hosmeri är en fjärilsart som beskrevs av Archibald C. Weeks 1906. Thecla hosmeri ingår i släktet Thecla och familjen juvelvingar. Inga underarter finns listade i Catalogue of Life.